# Арбоскульптура

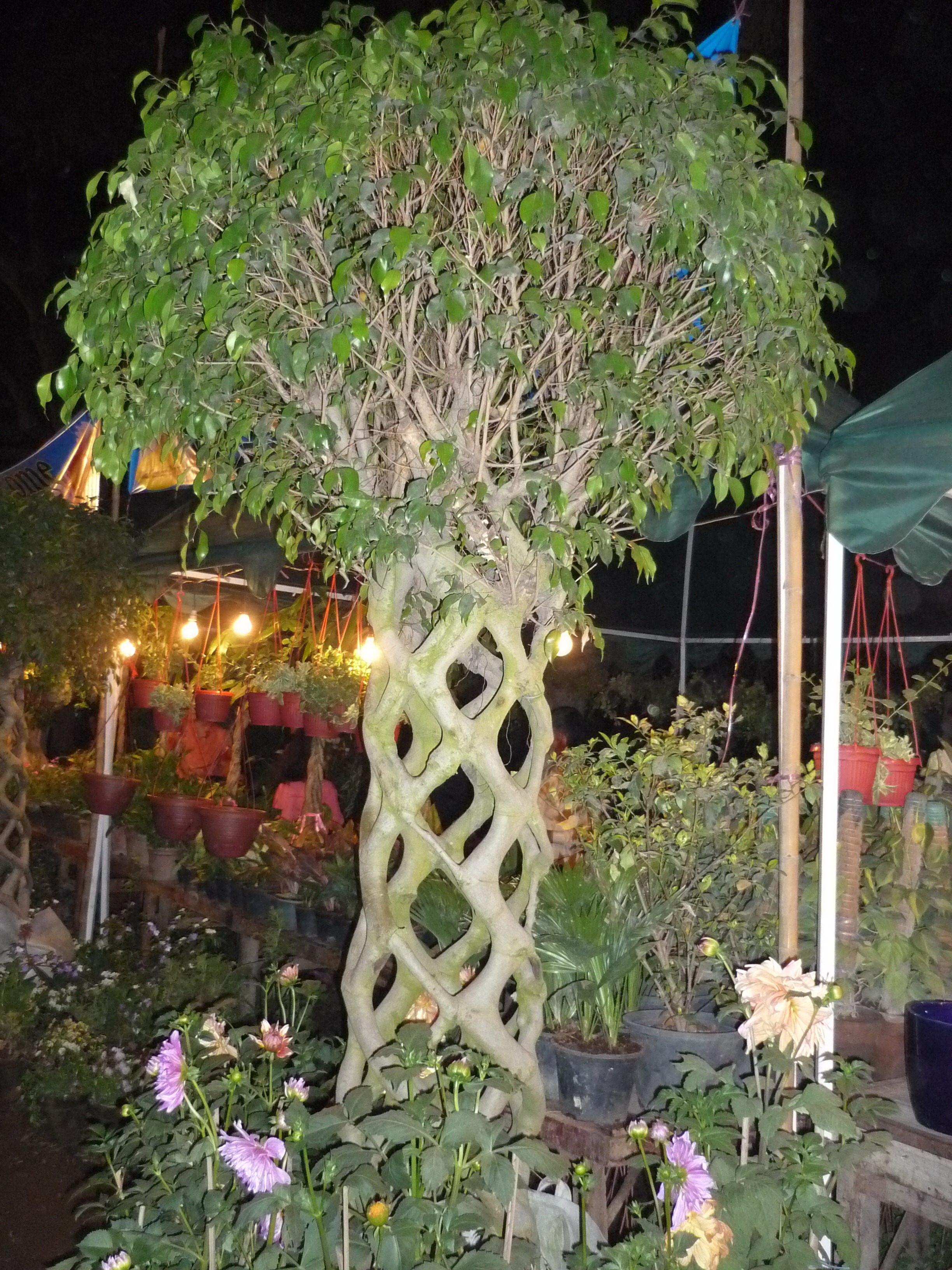
Пример арбоскульптуры

Арбоскульпту́ра (лат. arbor — дерево) — искусство создания скульптур, построек, декоративных и архитектурных форм из живых деревьев. Целью является придание дереву задуманной садовником формы. Выращивание арбоскульптуры может занять 8—10 лет.
Основоположником арбоскульптуры считается Аксель Эрландсон. Своё первое произведение он создал в 1919 году. Одно из самых известных упоминаний об арбоскульптуре — калифорнийский парк «Цирк деревьев». Аксель Эрландсон основал его в 1947 году.
Родственные виды искусства — бонсай и топиар. Но бонсай стремится к простоте и естественности, тогда как арбоскульптура стремится придать стволам и ветвям неестественные для них формы. Топиар — фигурная стрижка деревьев и кустарников. Арбоскульптура работает со стволом и ветвями деревьев.
Из арбоскульптуры зародилось архитектурное направление, предлагающее использовать живые растения как основу строительных конструкций — арбоархитектура. Плюсами такого подхода являются экологичность строительства и самих строений, в минусе — большая продолжительность «строительства». Тем не менее этот подход развивается и приобретает всё новых сторонников.